# آلف چلین
آلف چلین (سوئدی: Alf Kjellin؛ ۲۸ فوریهٔ ۱۹۲۰ – ۵ آوریل ۱۹۸۸) هنرپیشه و کارگردان سوئدی بود. وی بین سال‌های ۱۹۳۷ تا ۱۹۸۵ میلادی فعالیت می‌کرد.
از فیلم‌هایی که وی در آن نقش داشته است، می‌توان به مادام بوواری، کشتی احمق‌ها، ژانگوله، زن بدون صورت و عذاب اشاره کرد.